# Chris Weale
Chris Weale, född 9 februari 1982 i Yeovil, är en engelsk fotbollsspelare som sedan 2012 spelar i Shrewsbury Town där han spelar som målvakt.
Weale började sin karriär i hemmaklubben Yeovil Town, som han tillhörde i sju år. 2006 värvades Weale av Bristol City, men i Bristol blev det inte mycket spel. Som följd lånades han ut till Hereford United två gånger. 2009 lånades han ut till moderklubben Yeovil Town. Weale blev fri agent 2009, samma år snappades han upp av Leicester City som värvade Weale gratis. I Leicester blev Weale förstamålvakt och spelade samtliga lagets ligamatcher i Football League Championship säsongen 2009-2010.